# Mcmurdodus
Genre
Mcmurdodus est un genre éteint de requins, seul membre de la famille des Mcmurdodontidés. Les différentes espèces du genre ont vécu de l’Emsien à l’Eifélien.

## Liste d'espèces
- Mcmurdodus featherensis (White, 1968)
- Mcmurdodus whitei (Turner & Young, 1987)